# Лян Удун
Лян Удун (кит.: 梁武东; березень 1959 — 25 січня 2020 року) — лікар лікарні Сіньхуа в Хубеї. Перший лікар, який помер від пандемії коронавірусної хвороби, внаслідок внутрішньолікарняної інфекції.

## Життєпис
Лян був директором відділу оториноларингології Провінції Хубей, Інтегрованої лікарні традиційної китайської та західної медицини (лікарня Сіньхуа). У нього в анамнезі були аритмія та персистуюче миготіння передсердь . 16 січня 2020 року Лянг почував себе погано, у нього була висока температура та озноб. Він пішов в Інтегровану лікарню традиційної китайської та західної медицини Хубей для лікування. Комп'ютерна томографія показала явні симптоми легеневих інфекцій. Після того, як було підтверджено діагноз коронавірусної хвороби 2019, він був поміщений в ізолятор для стаціонарного лікування, згодом переведений в Ухань, щоб продовжити лікування. 25 січня 2020 року о 7 годині ранку Лян помер у віці 60 років.